# 叉船蛆
叉船蛆（学名：Teredo furcifera），是海螂目蛀船蛤科Teredo属的一种。主要分布于南海、中国大陆，常出现在海中木材建筑、船只和网樯等。